# Georg Malmstén
Georg "Jori" Malmstén (Hèlsinki, 27 de juny, 1902 – Idem. 25 de maig, 1981), va ser un cantant, músic i compositor finlandès.
Els enregistraments populars de Malmstén, també conegut com Molli-Jori, inclouen "The Waves of Lake Oäni", "Heili from Karjalasta", "The Greatest Happiness, the Shortest Happiness", "Memoir" i "Broken Happiness". També són especialment populars les cançons infantils sobre Mickey Mouse. Es van fer un total de 842 enregistraments, que és el segon a Finlàndia. Només Kari Peitsamo ha fet més gravacions d'artista que Malmstén. Malmstén és una de les influències més importants de la música pop finlandesa. Des del principi, va ampliar el seu repertori més enllà de la música pop tradicional i potser per això va guanyar reconeixement durant la seva vida, a diferència de molts artistes que es van enganxar només a la música pop. També va compondre música per a pel·lícules, va actuar en moltes pel·lícules i també va dirigir una pel·lícula, The Little Saleswoman. El seu germà Eugen Malmstén, la germana Greta Pitkänen, la filla Ragni Malmstén i el marit de Ragni, Erkki Karjalainen, també eren animadors coneguts.

## Joventut
"El noi de la ciutat" Georg Malmstén era el primer dels tres fills del detectiu Karl Jarl Malmstén i la seva dona nascuda a Rússia Eugenie Petroff. Els propis talents musicals de Georg van sorgir a l'escola primària i va començar a estudiar trompeta a l'Institut de Música de Hèlsinki (ara l'Acadèmia Sibelius). Després de progressar, Georg es va convertir en estudiant de l'aleshores "Helsinki Horn Band" i, als 17 anys, es va convertir en cornetista de la "Navy Band". Es va convertir en el sergent de música més jove de l'exèrcit finlandès als 19 anys.
El 1925, Georg Malmstén es va casar amb Ragnhild Törnström (m. 1981). Aquesta unió va produir dos fills, el conseller industrial Ole Malmstén (1925-1981) i Ragni (1933-2002). Al voltant de la mateixa època, va tocar amb èxit música lleugera amb la Navy Band a Esplanade Park, per descomptat, fora del servei. A la segona meitat de la dècada, Malmstén es va traslladar al Conservatori de Hèlsinki (ara l'Acadèmia Sibelius) per estudiar cant amb Väinö Lehtinen i més tard a la classe d'òpera amb Aino Ackté. Va actuar en concerts d'estudiants amb bones crítiques de premsa, que van despertar l'interès del segell Parlophon.

## Avenç
El 1929, Malmstén va poder fer un viatge de gravació a Berlín, on va gravar algunes de les seves pròpies composicions, com la cançó "Särkynyt onni", que va vendre unes 17.000 còpies i el va convertir en una estrella de la música pop. Inicialment, Malmstén va escriure lletres sueques per a les seves pròpies composicions (la seva llengua materna era el suec) i les traduccions finlandeses les va fer el seu amic Roine Richard Ryynänen. Malmstén va gravar la majoria de les seves cançons tant en finès com en suec. Malmstén i Ryynänen també van ser els primers a utilitzar la paraula finlandesa iskusävelmä per a la música schlager, que més tard va evolucionar cap al concepte iskelmä.
En aquella època, però, la carrera de Malmstén semblava inclinada cap a la música d'art. El 1929, va actuar en el paper principal de l'òpera Giulio Cesare de Händel, i l'any següent va interpretar el paper de Jussi a l'òpera Ostrobothnia al Festival d'Òpera de Savonlinna. Sis mesos més tard, va donar el seu primer concert a la Universitat de Hèlsinki Ballroom. A Malmstén se li va oferir un lloc a l'Òpera Finlandesa, però per raons econòmiques no va poder acceptar l'oferta, ja que l'hauria obligat a renunciar a la música pop, i no hauria pogut mantenir la seva família només amb el seu sou d'òpera.
Aquell mateix any s'havia presentat a la plaça de director de la Banda de la Marina però no la va aconseguir. Va deixar la marina, va començar a centrar-se en les seves tasques com a cap de vendes de la discogràfica Parlophon, i així es va centrar definitivament en la música popular. Malmstén va marxar el 1931 per convertir-se en artista autònom. Durant la mateixa dècada, va començar a col·laborar amb l'"Orquestra Dallapé" com a solista vocal i director. Al mateix temps, va compondre música per a revistes i també hi va actuar. Va ser un model important per a Toivo Kärki com a compositor. El 1937, acompanyat de Dallapé, va gravar el foxtrot "Neiti Hymysuu" de Kärjen-Martti Jäppilä per al segell Odeon, que va ser el primer arranjament gravat de Kärjen.

## Temps de guerra
Després de l'esclat de la Guerra d'Hivern, Malmstén va ser assignat a l'Estació Naval de Hèlsinki com a mestre musical. Durant la guerra, les discogràfiques no van tenir temps de buscar nous talents, per la qual cosa els discos els feien majoritàriament cantants que ja havien esdevingut estrelles abans de la guerra. Malmstén va ser un dels cantants finlandesos que més va gravar durant els anys de la guerra. Els clàssics de la guerra de Malmstén inclouen "Little Alice", "Dark Night", "Beautiful Lie", "Kaarina", "Little Flowering Hills" i molts altres. Primer va fer viatges de gravació a Estocolm i més tard a Berlín.
Malmstén va servir a la marina durant la Guerra de Continuació i va fer nombroses gires, actuant per a les forces navals estacionades en diverses parts de les zones marítimes finlandeses i en ponts de canons, i també va aparèixer freqüentment a la ràdio. Les visites es van fer, segons Malmstén, "de vegades sota bombardeig enemic". Malmstén va ser donat de baixa del servei el 1944 i va fer el seu següent àlbum el 1945. En els anys de la postguerra, Malmstén va canviar de segell discogràfic i no va fer cap enregistrament especialment significatiu. Tanmateix, el 1947, es va gravar la cançó més famosa "Pennitön uneksija".

## La carrera pren un nou impuls

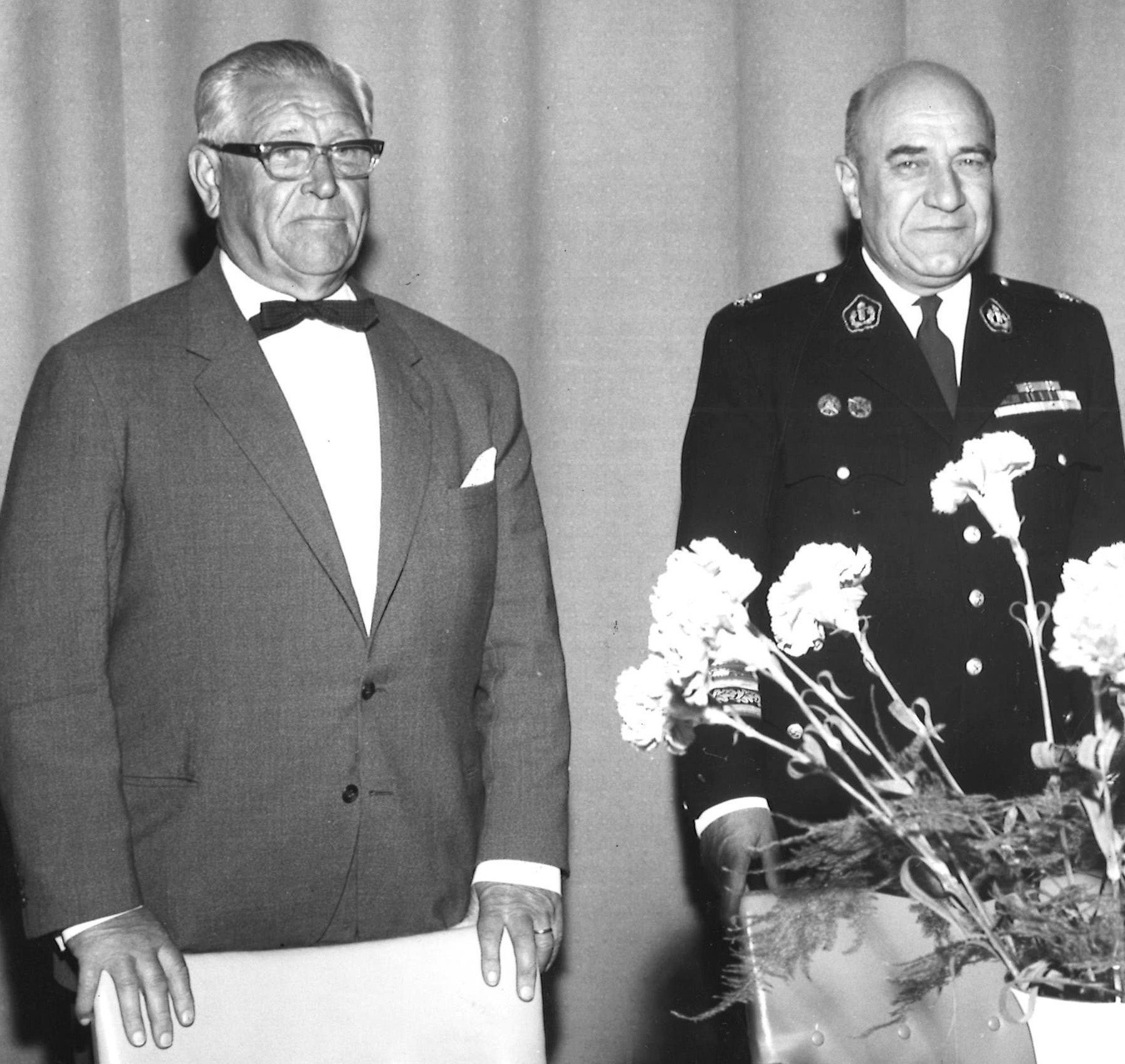
Georg Malmstén es va retirar de la banda de policia l'any 1965. A la dreta hi ha el comandant de la policia Veikko

El 1948, Malmstén es va convertir en el director de la Banda de Policia de Hèlsinki, acabant així el seu període com a artista independent. A principis de la dècada de 1950, va gravar moltes cançons que des de llavors s'han convertit en clàssics, com ara "Stadin kundi". També va compondre la cançó "Fateful Samba", que es va convertir en un número de bravura en els concerts del seu germà Eugen Malmstén, tot i que Eugen no la va cantar en disc fins als anys setanta. Georg va gravar samba a la dècada de 1950, però la seva pròpia versió ha estat eclipsada per les versions d'Eugen i Vesa-Matti Loiri.
En aquest moment, Malmstén ja havia après tan bé la llengua finlandesa que va fer rima la lletra de les seves cançons directament en finès. Altres lletres finlandeses conegudes de Malmsten de la dècada de 1940 inclouen "Totisen pojan jenkka", "Erokirje heilille" i l'esmentada anteriorment "Pennitön uneksija". Mentre servia a la banda de la policia, també va gravar la cançó infantil de trànsit.
No obstant això, es va centrar més a dirigir la Banda de Policia que a actuar. Durant aquest temps, però, es van crear moltes composicions noves. Va renunciar a la seva posició com a director de la banda policial el 1965.

## A la superfície per darrera vegada
A la dècada de 1960, Malmstén va començar a organitzar vetllades de cant comunitari, que van portar al re descobriment de moltes de les seves cançons. Encara estava gravant noves versions dels seus clàssics anteriors a principis dels anys setanta. L'última vegada que la veu de Malmstén es va gravar en un disc va ser l'any 1975 amb les cançons "Ilta skanssissa" i "Kirje sinnelu". Va ser l'àlbum del 50è aniversari de l'Orquestra Dallapé.
Malmstén va morir a Hèlsinki el 25 de maig de 1981, després d'una llarga malaltia. Està enterrat al cementiri de Hietaniemi (bloc H36).
L'any següent, 1982, l'Associació de Compositors i Lletrista Elvis va establir la Fundació Malmstén, el propòsit de la qual és promoure i donar suport a la música lleugera creativa finlandesa. La fundació ha estat atorgant el premi Georg Malmstén des de 1999, que va ser concedit per primera vegada a Paul "Nacke" Johansson.
L'any 1992, després de la mort de Malmstén, en el seu 90è aniversari, es va erigir un monument esculpit per Raimo Heino davant de la seva antiga casa a Fredrikinkatu 73 a Hèlsinki. En el 100è aniversari de Malmstén, la cantonada de Fredrikinkatu i Arkadiankatu es va anomenar oficialment Malmsténinkulma.

## Pseudònims
Georg Malmsten va utilitzar els pseudònims següents:
- Jori-Setä
- Jorkka
- Kiljunen Kille
- Malmsten Jori
- Reima Matti

## Discografia
- Cançons infantils de George Malmsten 1930–1951
- Georg Malmsten en suec vol 1
- Georg Malmsten en suec vol 2
- Georg Malmstén, la banda de Jaakko Salo i Humppa-Veikot de Kullervo Linna (1968)
- Georg Malmstén al mar (1971)
- Georg Malmsten − En major i menor (1981)
- "Les millors cançons infantils de George Malmsten" (1981)
- Georg Malmsten − Inoblidable 1 (1992)
- Georg Malmsten − Inoblidable 2 (1993)
- Stadin kundi − Col·lecció del 100è aniversari de Georg Malmstén (2002)
- Dos en un vaixell, (2012)